# Magyardombegyház
Magyardombegyház est un village et une commune du comitat de Békés en Hongrie.